# Бонапартов песочник

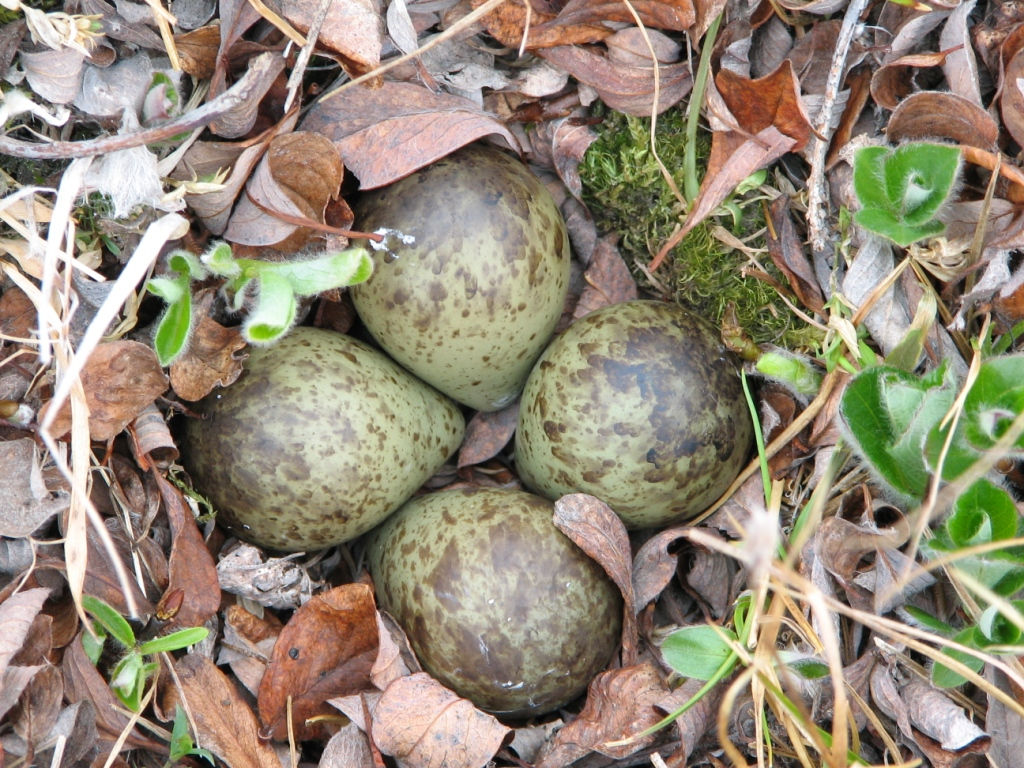
Кладка

Бонапартов песочник (лат. Calidris fuscicollis) — птица семейства бекасовых. Русское название вида дано в честь французского орнитолога Шарля Люсьена Бонапарта (1803—1857).

## Описание
Бонапартов песочник длиной от 15 до 18 см. Размах крыльев составляет от 40 до 45 см. Вес — от 35 до 45 г.
В брачном наряде у птицы темя и кроющие уха каштановые с тёмно-коричневыми пестринами. Тонкая тёмно-коричневая полоса проходит от основания клюва до глаза, над ней проходит тонкая белая полоса до глаза. Остальное оперение на голове и затылок белёсого цвета с тонкой тёмной штриховкой. Нижняя часть тела белая, грудь и боковые стороны густо покрыты тёмно-коричневыми крапинами. На груди маленькие тёмные пятна, по бокам эти пятна в форме стрелы. Брюхо, кроющие хвоста и гузка белые. Хвост серый. Радужины тёмно-коричневые. Ноги от тёмно-серого до чёрного цвета.
В зимнем наряде птицы преимущественно бурые. Грудь более сероватая, заметна белая бровь. 

## Распространение
Бонапартов песочник гнездится на севере Аляски, а также в арктической Канаде от Юкона до запада Гудзонова залива. Кроме того, вид обитает на островах Банкс, Виктория, Саутгемптон, а также на западе Баффиновой Земли. К востоку от Гудзонова залива бонапартов песочник очень редок. Как правило, они стараются избегать песчаных пляжей и быстро движущейся воды.

## Образ жизни
Бонапартов песочник питается преимущественно беспозвоночными, включая моллюсков, ракообразных, кольчатых червей, а также взрослых и личинок насекомых, и в меньшей степени семенами. Вне периода размножения образуют стаи с другими видами рода Calidris. В период размножения самец агрессивно защищает гнездовой участок. Самцы полигамны и не принимают участие ни в высиживании, ни в выкармливании молодых птиц. Они покидают гнездовой участок ещё во время откладывания яиц.

### Гнездо
Гнездо обычно находится в сухих местах во влажной тундре. Самки строят основание гнезда из маленьких ветвей и травы и выкладывают его растительным материалом. В кладке 4 грушевидных яйца оливково-охристого цвета с буровато-коричневыми пятнами. Насиживают яйца только самки.  После того, как самка отложила яйца, самец перестает проявлять себя и покидает место размножения. Инкубационный период составляет 22 дня. Птенцы достигают половой зрелости в возрасте одного года.